# Премія манґи Коданся
Премія манґи видавництва «Коданся» (яп. 講談社漫画賞, Коданся манґа сьо:) — щорічна премія манґи, яку вручають за рік, що передує врученню премії. Захід заснований та спонсорується видавництвом Коданся. Зараз її присуджують у трьох категоріях: сьонен, сьодзьо та загальна. Нагороди почали вручати в 1977 році, спочатку в категоріях сьонен і сьодзьо. Перша нагорода загальної категорії була вручена в 1982, а перша нагорода категорії кодомо (дитяча) була вручена в 2003 році. Дитяча категорія була об’єднана в категорії сьонен і сьодзьо, починаючи з 2015 року.
Кожну роботу-переможця нагороджують бронзовою статуеткою, сертифікатом і призом у 1 мільйон єн (близько 7500 доларів США).

## Лауреати
| #  | Рік  | Кодомо                                                             | Сьонен                                                                      | Сьодзьо                                                                       | Загальна категорія                                                    |
| -- | ---- | ------------------------------------------------------------------ | --------------------------------------------------------------------------- | ----------------------------------------------------------------------------- | --------------------------------------------------------------------- |
| 1  | 1977 | Н/Д                                                                | Black Jack, Тедзука Осаму The Three-Eyed One, Тедзука Осаму                 | Haikara-san ga Tōru, Ямато Вакі Candy Candy, Мідзукі Кьоко та Іґарасі Юміко   | Н/Д                                                                   |
| 2  | 1978 | Н/Д                                                                | Football Hawk, Кавасакі Нобору                                              | Seito Shokun!, Сьодзі Йоко                                                    | Н/Д                                                                   |
| 3  | 1979 | Н/Д                                                                | Tonda Couple, Янаґісава Кіміо                                               | Wata no Kunihoshi, Осіма Юміко                                                | Н/Д                                                                   |
| 4  | 1980 | Н/Д                                                                | Susano Oh, Наґаі Ґо                                                         | Lemon Report, Йосіда Маюмі                                                    | Н/Д                                                                   |
| 5  | 1981 | Н/Д                                                                | Sanshirō of 1, 2, Кобаясі Макото                                            | Ohayō! Spank, Юкімуро Сюніті та Таканасі Сідзуе                               | Н/Д                                                                   |
| 6  | 1982 | Н/Д                                                                | Gakuto Retsuden, Муракамі Мотока                                            | Yōkihi-den, Міуті Судзуе                                                      | Karyūdo no Seiza, Сатонака Матіко                                     |
| 7  | 1983 | Н/Д                                                                | The Kabocha Wine, Міура Міцуру                                              | Hi Izuru Tokoro no Tenshi, Ямаґісі Рьоко                                      | P.S. Genki Desu, Shunpei, Саймон Фумі                                 |
| 8  | 1984 | Н/Д                                                                | Bats & Terry, Осіма Ясуіті                                                  | Lady Love, Оно Хірому                                                         | Акіра, Отомо Кацухіро                                                 |
| 9  | 1985 | Н/Д                                                                | Bari Bari Densetsu, Сіґено Сюіті                                            | Mahiro Taiken, Нісі Наомі                                                     | Okashina Futari, Ямасакі Дзюдзо та Садаясу Кей                        |
| 10 | 1986 | Н/Д                                                                | Kōtarō Makaritōru, Хірута Тацуя                                             | Yūkan Club, Ітідзьо Юкарі                                                     | Adolf, Тедзука Осаму What's Michael?, Кобаясі Макото                  |
| 11 | 1987 | Н/Д                                                                | Ironfist Chinmi, Маекава Такесі                                             | Nana Iro Majikku, Асаґірі Ю                                                   | Actor, Каваґуті Кайдзі                                                |
| 12 | 1988 | Н/Д                                                                | Mister Ajikko, Терасава Дайсуке                                             | Junjō Crazy Fruits, Мацунае Акемі                                             | Bonobono, Іґарасі Мікіо Be-Bop High School, Кіуті Кадзухіро           |
| 13 | 1989 | Н/Д                                                                | Meimon! Daisan Yakyūbu, Муцу Тосіюкі                                        | Chibi Maruko-chan, Сакура Момоко Shiratori Reiko de Gozaimasu!, Судзукі Юміко | Showa: A History of Japan, Мідзукі Сіґеру                             |
| 14 | 1990 | Н/Д                                                                | Shura no Mon, Кавахара Масатосі                                             | Pride, Марімура Нака                                                          | The Silent Service, Каваґуті Кайдзі Gorillaman, Сакуісі Гарольд       |
| 15 | 1991 | Н/Д                                                                | Hajime no Ippo, Морікава Джордж                                             | Eien no Nohara, Осака Міеко                                                   | Kōsaku Shima, Хірокане Кенсі Waru, Фукамі Дзюн                        |
| 16 | 1992 | Н/Д                                                                | Kaze Hikaru: Koshien, Кава Санбаті та Намі Таро                             | Uchi no Mama ga iu Koto ni wa, Івадате Маріко                                 | Naniwa Kin'yūdō, Аокі Юдзі                                            |
| 17 | 1993 | Н/Д                                                                | 3×3 Eyes, Такада Юдзо                                                       | Sailor Moon, Такеуті Наоко                                                    | Parasyte, Іваакі Хітосі                                               |
| 18 | 1994 | Н/Д                                                                | Aoki Densetsu Shoot!, Осіма Цукаса                                          | Kimi no Te ga Sasayaite iru, Карубе Дзюнко                                    | Tetsujin Ganma, Ямамото Ясухіто                                       |
| 19 | 1995 | Н/Д                                                                | The Kindaichi Case Files, Канарі Йосабуро та Сато Фумія                     | Sekai de Ichiban Yasashii Ongaku, Одзава Марі                                 | Hanada Shōnen-shi, Іссікі Макото                                      |
| 20 | 1996 | Н/Д                                                                | Shōta no Sushi, Терасава Дайсуке                                            | A Gentle Breeze in the Village, Курамоті Фусако                               | The Ping Pong Club, Фуруя Мінору                                      |
| 21 | 1997 | Н/Д                                                                | Ryūrōden, Ямахара Йосіто                                                    | Eight Clouds Rising, Іцукі Нацумі                                             | Dragon Head, Мотідзукі Мінетаро                                       |
| 22 | 1998 | Н/Д                                                                | Крутий учитель Онідзука, Фудзісава Тору                                     | Kodocha, Обана Міхо                                                           | Gambling Apocalypse: Kaiji, Фукумото Нобуюкі Sōten Kōro, Кінґ Ґонта   |
| 23 | 1999 | Н/Д                                                                | Chameleon, Касе Ацусі                                                       | Peach Girl, Уеда Міва                                                         | Wangan Midnight, Кусунокі Мітіхару                                    |
| 24 | 2000 | Н/Д                                                                | The Legend of the Gambler: Tetsuya, Сай Фумей та Хосіно Ясусі               | Guru Guru Pon-chan, Ікедзава Сатомі                                           | Vagabond, Іноуе Такехіко                                              |
| 25 | 2001 | Н/Д                                                                | Love Hina, Акамацу Кен                                                      | Fruits Basket, Такая Нацукі                                                   | 20th Century Boys, Урасава Наокі                                      |
| 26 | 2002 | Н/Д                                                                | Cromartie High School, Нонака Ейдзі Beck, Сакуісі Гарольд                   | Antique Bakery, Йосінаґа Фумі                                                 | Zipang, Kаваґуті Кайдзі                                               |
| 27 | 2003 | Mirmo!, Сінодзука Хірому                                           | Kunimitsu no Matsuri, Кібаясі Сін та Асакі Масасі                           | Honey and Clover, Уміно Тіка Tramps Like Us, Оґава Яйой                       | The Life of Genius Professor Yanagizawa, Ямасіта Кадзумі              |
| 28 | 2004 | Ultra Ninja Scrolls, Мідо Кадзухіко                                | Shana Ō Yoshitsune, Савада Хірофумі                                         | Nodame Cantabile, Ніномія Томоко                                              | Basilisk, Сеґава Масакі                                               |
| 29 | 2005 | Sugar Sugar Rune, Анно Мойоко                                      | Capeta, Сода Масахіто                                                       | Hey Pitan!, Іто Ріса A Perfect Day for Love Letters, Асакура Джордж           | Dragon Zakura, Міта Норіфуса                                          |
| 30 | 2006 | Kitchen Princess, Кобаясі Міюкі та Андо Нацумі                     | Air Gear, Oh! great                                                         | Life, Суенобу Кейко                                                           | Mushishi, Урусібара Юкі                                               |
| 31 | 2007 | Angel's Frypan, Оґава Ецусі                                        | Sayonara Zetsubō Sensei, Кумета Кодзі Dear Boys: Act 2, Яґамі Хірокі        | IS – Otoko Demo Onna Demo Nai Sei, Рокухана Тійо                              | Big Windup, Хіґуті Аса                                                |
| 32 | 2008 | Shugo Chara!, Peach-Pit                                            | Saikyō! Toritsu Aoizaka Kōkō Yakyūbu, Танака Мотоюкі                        | Kimi ni Todoke, Сііна Карухо                                                  | Moyashimon, Ісікава Масаюкі                                           |
| 33 | 2009 | Meitantei Yumemizu Kiyoshirō Jiken Note, Хаяміне Каору та Енуе Кей | Q.E.D., Като Мотохіро Fairy Tail, Масіма Хіро                               | Kiyoku Yawaku, Ікуемі Рьо                                                     | Ah! My Goddess, Фудзісіма Косуке                                      |
| 34 | 2010 | Inazuma Eleven, Ябуно Тен'я                                        | Ace of Diamond, Терадзіма Юдзі                                              | Princess Jellyfish, Хіґасімура Акіко                                          | Giant Killing, Цунамото Масая                                         |
| 35 | 2011 | Honto Ni Atta! Reibai Sensei, Мацумото Хідекіті                    | Attack on Titan, Ісаяма Хадзіме                                             | Chihayafuru, Суецуґу Юкі                                                      | March Comes In like a Lion, Уміно Тіка Space Brothers, Кояма Тюя      |
| 36 | 2012 | Missions of Love, Тояма Ема                                        | Those Snow White Notes, Раґава Марімо                                       | Shitsuren Chocolatier, Мідзусіро Сетона                                       | Сага про Вінланд, Юкімура Макото                                      |
| 37 | 2013 | Animal Land, Райку Макото                                          | Your Lie in April, Аракава Наосі                                            | My Love Story!!, Кавахара Кадзуне та Аруко                                    | Gurazeni, Морітака Юдзі та Адаті Кейдзі Prison School, Хірамото Акіра |
| 38 | 2014 | Yo-kai Watch, Конісі Норіюкі                                       | Baby Steps, Кацукі Хікару                                                   | House of the Sun, Таамо                                                       | Descending Stories: Showa Genroku Rakugo Shinju, Кумота Харуко        |
| 39 | 2015 | Н/Д                                                                | The Seven Deadly Sins, Судзукі Накаба Yowamushi Pedal, Ватанабе Ватару      | The Full-Time Wife Escapist, Уміно Цунамі                                     | Knights of Sidonia, Ніхей Цутому                                      |
| 40 | 2016 | Н/Д                                                                | Days, Ясуда Цуйосі                                                          | Kiss Him, Not Me, Дзюнко                                                      | Kōnodori: Dr. Stork, Судзунокі Ю                                      |
| 41 | 2017 | Н/Д                                                                | Altair: A Record of Battles, Като Котоно                                    | My Boy in Blue, Мійосі Макі                                                   | The Fable, Мінамі Кацухіса                                            |
| 42 | 2018 | Н/Д                                                                | Beastars, Ітаґакі Пару                                                      | Tōmei na Yurikago, Окіта Бакка                                                | Sanju Mariko, Одзава Юкі Fragile, Меґумі Сабуро та Кусамідзу Бін      |
| 43 | 2019 | Н/Д                                                                | The Quintessential Quintuplets, Харуба Неґі To Your Eternity, Ойма Йосітокі | Perfect World, Аруґа Ріє                                                      | What Did You Eat Yesterday?, Йосінаґа Фумі                            |
| 44 | 2020 | Н/Д                                                                | Tokyo Revengers, Вакуй Кен                                                  | Our Precious Conversations, Робіко                                            | Blue Period, Ямаґуті Цубаса                                           |
| 45 | 2021 | Н/Д                                                                | Blue Lock, Канесіро Мінеюкі та Номура Юсуке                                 | A Condition Called Love, Моріно Меґумі                                        | Yuria-sensei no Akai Ito, Іріе Ківа                                   |
| 46 | 2022 | Н/Д                                                                | That Time I Got Reincarnated as a Slime, Фусе та Кавакамі Тайкі             | Nina the Starry Bride, Рікаті                                                 | Police in a Pod, Ясу Міко                                             |
| 47 | 2023 | Н/Д                                                                | Shangri-La Frontier, Катаріна та Фудзі Рьосуке                              | My Girlfriend's Child, Аой Мамору                                             | Skip and Loafer, Такамацу Місакі                                      |